# Echter Kiefernrüssler
Der Echte Kiefernrüssler (Pissodes pini), auch Kiefernaltholzrüssler oder Kieferbestandsrüssler genannt, ist ein Käfer aus der Familie der Rüsselkäfer (Curculionidae). Es handelt sich dabei um einen Forstschädling, der allerdings geringere Schäden anrichtet als beispielsweise der Kiefernkulturrüssler (P. castaneus) oder der Kiefernstangenrüssler (P. piniphilus).

## Erscheinungsbild
Der Echte Kiefernrüssler erreicht eine Körperlänge von sieben bis neun Millimetern und ist dunkel kaffeebraun gefärbt. Er hat ein deutlich gekieltes Pronotum, bei dem die Basalecken fast rechtwinklig sind. Die Flügeldecken zeigen Punktreihen mit dazwischen liegenden, gekörnten Längsstreifen. Über die Flügeldecken verlaufen zwei Querbinden, bei der die vordere mehrfach unterbrochen ist. Die hintere ist an beiden Enden abgewinkelt. Wie bei allen anderen Arten der Gattung Pissodes endet auch beim Echten Kiefernrüssler der Kopf in einem langen Fortsatz (Rüssel), auf dem auf halber Länge die Fühler entspringen. 

## Verbreitungsgebiet
Das ursprüngliche Verbreitungsgebiet des Echten Kiefernrüsslers umfasst Europa, wo er an allen Standorten der Wald-Kiefer (Pinus sylvestris) zu finden ist. Im Osten ist er bis nach Westsibirien verbreitet. Neben der Waldkiefer befällt er auch die neophytische Weymouthskiefer (Pinus strobus) sowie die Zirbelkiefer (Pinus cembra).  

## Verursachte Schäden
Die weiblichen Käfer nagen an den Stellen der Kiefern, wo die Rinde glatt und nicht zu dick ist, Löcher für die Eiablage. Bevorzugt werden die Zweigbasen der unteren Astquirle. Darin legt das Weibchen in den Monaten von April bis Oktober jeweils bis zu zwanzig Eier ab. Innerhalb von vier Wochen entwickeln sich aus diesen Eiern Larven, die von hellgelber Farbe sind und einen hellbraunen Kopf haben. Die Larven wandern im Bast des Baumes stammabwärts bis zu den Wurzelnansätzen. Etwa fünf Monate nach dem Schlüpfen dringen dort die Larven in das Splintholz ein, wo sie sich in einer Höhle verpuppen. Die Jungkäfer verlassen ihre Puppenkammern und ihre Wirtsbäume durch runde Ausschlupflöcher. 
Die Schäden, die sowohl der Käfer als auch die Larven durch ihren Rindenfraß verursachen, sind vor allem eine Störung des Saftflusses der Bäume. Der Hauptschaden, den der Echte Kiefernrüssler anrichtet, besteht in der Übertragung von Pilzsporen, die die Bäume schädigen. Im Arven-Lärchenwald gehört er zu den Sekundärschädlingen der Zirbelkiefer (Pinus cembra). In diesem Hochgebirgswaldtyp kommt es regelmäßig zu Massenvermehrungen des Grauen Lärchenwicklers (Zeiraphera griseana). Dessen Raupe fressen während eines starken Befalls die Lärchen kahl und wechseln dann auf die Zirbelkiefern über. Zirbelkiefern reagieren auf diesen Befall stärker als die Europäische Lärche (Larix decidua); insbesondere durch den Befall von Sekundärschädlingen wie den Echten Kiefernrüssler können diese Bäume absterben oder entwickeln Kümmerwuchsformen. 